# Grallaricula cumanensis
Grallaricula cumanensis là một loài chim trong họ Grallariidae.